# Dilar meridionalis
Dilar meridionalis är en insektsart som beskrevs av Hagen 1866. Dilar meridionalis ingår i släktet Dilar och familjen Dilaridae. Inga underarter finns listade i Catalogue of Life.